# Kanadai vörösmókus

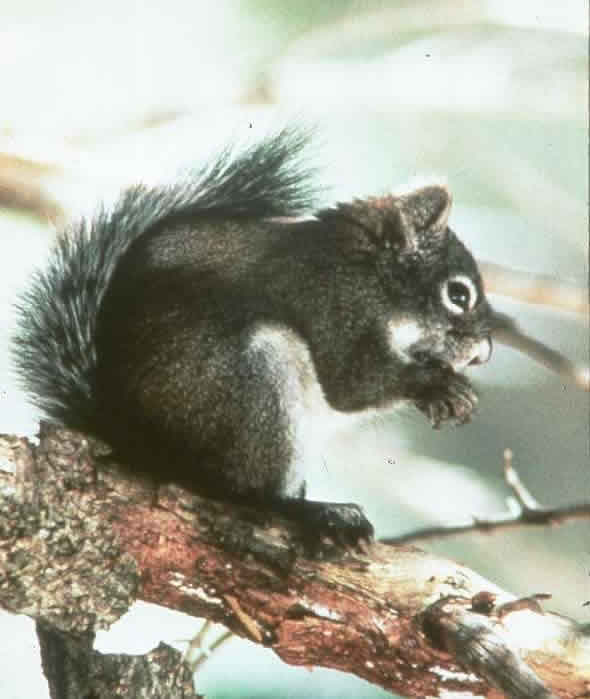
A Tamiasciurus hudsonicus grahamensis alfaj

A kanadai vörösmókus (Tamiasciurus hudsonicus) az emlősök (Mammalia) osztályának rágcsálók (Rodentia) rendjébe, ezen belül a mókusfélék (Sciuridae) családjába tartozó faj.
A Tamiasciurus emlősnem típusfaja.

## Előfordulása
A kanadai vörösmókus Alaszka és Kanada nagy részén megtalálható. Ugyanígy az Amerikai Egyesült Államok nyugati részén a Sziklás-hegységben, valamint az Appalache-hegységben és délre Pennsylvaniában az Allegheny-hegységig. Bár vadásszák prémjéért és húsáért, még mindig gyakori faj.

## Alfajai
- Tamiasciurus hudsonicus abieticola A. H. Howell, 1929
- Tamiasciurus hudsonicus baileyi J. A. Allen, 1898
- Tamiasciurus hudsonicus dakotensis J. A. Allen, 1894
- Tamiasciurus hudsonicus dixiensis Hardy, 1942
- Tamiasciurus hudsonicus fremonti Audubon & Bachman, 1853
- Tamiasciurus hudsonicus grahamensis J. A. Allen, 1894
- Tamiasciurus hudsonicus gymnicus Bangs, 1899
- Tamiasciurus hudsonicus hudsonicus Erxleben, 1777
- Tamiasciurus hudsonicus kenaiensis A. H. Howell, 1936
- Tamiasciurus hudsonicus lanuginonus Bachman, 1839
- Tamiasciurus hudsonicus laurentianus Anderson, 1942
- Tamiasciurus hudsonicus loquax Bangs, 1896
- Tamiasciurus hudsonicus lychnuchus Stone & Rehn, 1903
- Tamiasciurus hudsonicus minnesota J. A. Allen, 1899
- Tamiasciurus hudsonicus mogollonensis Mearns, 1890
- Tamiasciurus hudsonicus pallescens A. H. Howell, 1942
- Tamiasciurus hudsonicus petulans Osgood, 1900
- Tamiasciurus hudsonicus picatus Swarth, 1921
- Tamiasciurus hudsonicus preblei A. H. Howell, 1936
- Tamiasciurus hudsonicus regalis A. H. Howell, 1936
- Tamiasciurus hudsonicus richardsoni Bachman, 1839
- Tamiasciurus hudsonicus streatori J. A. Allen, 1898
- Tamiasciurus hudsonicus ungavensis Anderson, 1942
- Tamiasciurus hudsonicus ventorum J. A. Allen, 1898

## Megjelenése
A mókus fej-törzs-hossza 17-23 centiméter, farokhossza 9-16 centiméter és testtömege 140-360 gramm. A bunda színe a hátoldalon vörösesbarna, a hasoldalon fehér. Farka vörösesbarna, sárgás árnyalatú részekkel; fekete és sárga szőrök szövik át. Füle felső részét gyér, rövid szőrzet fedi. Feltűnő tejfehér karika van a szeme körül. Karmai élesek és kitűnően meg tud velük kapaszkodni a fakéregben.

## Életmódja
Az állat territoriális, magányos és nappal aktív. Tápláléka fenyőmagok, más növényi részek, madártojások, fiókák és kis emlősök. A kanadai vörösmókus 10 évig is élhet.

## Szaporodása
Az ivarérettséget egyéves korban éri el. A párzási időszak februárra vagy márciusra esik. A délebbre eső területeken az állatok júniusban és júliusban még egyszer párosodnak. A vemhesség 38 napig tart, ennek végén 2-7, többnyire 4 vagy 5 kölyök születik.

## Képek
|  |  |